# Aneta Matei (canotoare)
Aneta Matei (născută Sieburg; n. 15 iunie 1948, Timișoara, România) este o canotoare⁠(d) română. Ea a concurat în calitate de cârmaci la Jocurile Olimpice de vară din 1976 și la Jocurile Olimpice de vară din 1980.

## Distincții
- Medalia „Meritul Sportiv” clasa I (18 august 1976) „pentru rezultatele deosebite obținute la Jocurile olimpice de vară de la Montreal – 1976, precum și pentru contribuția adusă la dezvoltarea activității sportive și la creșterea prestigiului sportului românesc pe plan internațional”[5]
- Medalia „Meritul Sportiv” clasa I (15 aprilie 1981) „pentru rezultatele deosebite obținute la Jocurile olimpice de vară de la Moscova – 1980, precum și pentru contribuția adusă la dezvoltarea activității sportive și la creșterea prestigiului sportului românesc pe plan internațional”[6]